# うたかたの日々 (映画)
『うたかたの日々』（うたかたのひび、L'écume des jours）は1968年のフランスの青春映画。
監督はシャルル・ベルモン、出演はジャック・ペランとマリー＝フランス・ピジェなど。
ボリス・ヴィアンの青春小説『日々の泡（別題：うたかたの日々）』を原作としている。

## キャスト
- コラン: ジャック・ペラン
- アリーズ: マリー＝フランス・ピジェ
- シック: サミー・フレー
- イジス: アレクサンドラ・スチュワルト
- クロエ: アニー・ビュロン
- ニコラ: ベルナール・フレッソン（フランス語版）